# Dębsko-Ośrodek
Dębsko-Ośrodek – część wsi Dębsko w Polsce, położona w województwie wielkopolskim, w powiecie kaliskim, w gminie Koźminek.
Wchodzi w skład sołectwa Dębsko.
W latach 1975–1998 Dębsko-Ośrodek administracyjnie należało do województwa kaliskiego.